# Edwin Aguilar
Edwin Enrique Aguilar Samaniego (ur. 8 lipca 1985 w mieście Panama) – panamski piłkarz występujący na pozycji napastnika, reprezentant Panamy.
Profesjonalnymi piłkarzami byli również jego bracia William Aguilar i Vidal González.

## Kariera klubowa
Aguilar zaczął grać w piłkę nożną pod wpływem swojego starszego brata, Williama. W wieku dziesięciu lat dołączył do klubu CD Istmeño, a w kolejnych latach udawał się na testy do zespołów Chepo FC i CD Plaza Amador. Ostatecznie jako szesnastolatek dołączył do grup juniorskich czołowego klubu w kraju – Tauro FC. Początkowo występował na pozycji bramkarza, następnie był przesuwany kolejno na środek obrony, ofensywną pomoc, aż ostatecznie na pozycję napastnika. W ANAPROF zadebiutował za kadencji trenera Gonzalo Soto, w 2003 roku w spotkaniu z Árabe Unido. W maju 2005 był testowany przez austriacki Rheindorf Altach.
W jesiennym sezonie Clausura 2006 wywalczył z Tauro tytuł mistrza Panamy. Sukces ten powtórzył pół roku później, w wiosennym sezonie Apertura 2007, kiedy to został również królem strzelców ligi panamskiej z 14 golami na koncie. Bezpośrednio po tym wraz ze swoim rodakiem Luisem Moreno dołączył do meksykańskiego drugoligowca Tiburones Rojos de Coatzacoalcos. Tam zanotował udane pół roku, po czym powrócił do Tauro. Jako kluczowy zawodnik stołecznego zespołu zdobył z nim trzy wicemistrzostwa Panamy – w sezonach Apertura 2008, Clausura 2008 i Apertura 2009. Ponadto w ostatnich z wymienionych rozgrywek po raz drugi wywalczył tytuł króla strzelców (17 goli).
W międzyczasie Aguilar próbował znaleźć zatrudnienie za granicą. W lipcu 2008 ogłoszono, że za sumę 50 tysięcy dolarów został wypożyczony do ukraińskiego zespołu Karpaty Lwów z opcją wykupu wynoszącą pół miliona dolarów. Transfer nie doszedł jednak do skutku, gdyż na lotnisku w Kijowie okazało się, że zawodnik nie ma odpowiedniej wizy. W grudniu 2008 wyjechał do Meksyku na negocjacje kontraktowe z drugoligowym klubem Querétaro FC, które ostatecznie nie zakończyły się powodzeniem. Następnie przez kilka dni trenował z innym meksykańskim drugoligowcem, Petroleros de Salamanca. W styczniu 2009 odrzucił natomiast ofertę izraelskiego Maccabi Netanja, ponieważ wiązałoby się to dla niego z opuszczeniem zgrupowania reprezentacji.
W styczniu 2010 Aguilar razem ze swoim kolegą klubowym Jeanem McLeanem udał się na testy do kolumbijskiej Amériki Cali, po których pomyślnym przejściu obydwaj gracze zostali wypożyczeni do tego klubu. W Categoría Primera A zadebiutował 8 lutego 2010 w przegranej 0:2 konfrontacji z Santa Fe, zaś pierwszą bramkę zdobył 7 marca w wygranym 3:1 meczu z La Equidad. Już w maju 2010 opuścił jednak Américę ze względu na zaległości płacowe. W czerwcu 2010 był bliski przenosin do klubu Deportivo Cali, lecz nie przeszedł w nim testów medycznych i ostatecznie jesień spędził bez większych sukcesów w panamskim Sportingu San Miguelito. 
W styczniu 2011 Aguilar powrócił do Kolumbii, tym razem zasilając Real Cartagena. Występował tam ze swoim rodakiem Luisem Renteríą. W marcu 2011 zerwał jednak więzadła krzyżowe w prawym kolanie, wobec czego musiał pauzować przez siedem miesięcy. Po roku spędzonym w Cartagenie miał możliwość pozostania w lidze kolumbijskiej – otrzymał ofertę wypożyczenia z Deportivo Pasto, lecz wolał odbudować formę po kontuzji w swoim macierzystym Tauro FC. W wiosennym sezonie Clausura 2012 wywalczył z ekipą trenera Sergio Angulo swoje trzecie mistrzostwo Panamy, będąc wówczas najlepszym strzelcem drużyny.
W lipcu 2013 Aguilar na zasadzie wolnego transferu przeszedł do wicemistrza Wenezueli – Deportivo Anzoátegui, dołączając tam do swojego rodaka Rolando Escobara. Wcześniej ze względu na różnice finansowe nie porozumiał się z innym zespołem z tego kraju, Trujillanos FC. W wenezuelskiej Primera División zadebiutował 11 sierpnia 2013 w wygranym 1:0 pojedynku z Deportivo Petare, natomiast premierowego gola zdobył 15 września w wygranym 3:1 spotkaniu z Atlético El Vigía. Od razu został kluczowym zawodnikiem zespołu i w sezonie 2014/2015 wywalczył tytuł króla strzelców ligi wenezuelskiej z 23 bramkami na koncie. W drodze do tego sukcesu zanotował m.in. serię 10 meczów z rzędu ze strzelonym co najmniej jednym golem. Ogółem barwy Anzoátegui reprezentował przez dwa i pół roku.
Następne Aguilar występował po pół roku w Tauro FC, ponownie w Deportivo Anzoátegui, znów w Tauro oraz w wenezuelskim Deportivo La Guaira, bez poważniejszych sukcesów drużynowych. W lipcu 2017 po raz piąty powrócił do swojego macierzystego Tauro FC. Najpierw zdobył z nim tytuł wicemistrzowski (Clausura 2018), następnie został najlepszym strzelcem Ligi CONCACAF (5 goli), a w sezonie Apertura 2019 po raz czwarty wywalczył mistrzostwo Panamy (jako kapitan zespołu) i po raz trzeci został królem strzelców ligi panamskiej (15 goli). Bezpośrednio po tym powrócił do kolumbijskiego Realu Cartagena, występującego już w drugiej lidze. Zawodnikami tego zespołu byli wówczas inni Panamczycy – Paul Roderick i Nelson Barahona. W barwach Realu zanotował rewelacyjny pod względem indywidualnym sezon, notując dwucyfrową liczbę goli i asyst oraz został najlepszym zagranicznym strzelcem w historii klubu.
W styczniu 2020 Aguilar powrócił do Tauro FC.

## Kariera reprezentacyjna
W seniorskiej reprezentacji Panamy Aguilar zadebiutował za kadencji selekcjonera José Eugenio Hernándeza, 8 października 2005 w przegranym 0:1 spotkaniu z Trynidadem i Tobago w ramach nieudanych dla jego kadry eliminacji do mistrzostw świata w Niemczech. Premierowego gola strzelił natomiast już w kolejnym występie, 31 stycznia 2007 w wygranym 2:1 meczu towarzyskim również z Trynidadem i Tobago. Pięć miesięcy później został powołany przez Alexandre Guimarãesa na Złoty Puchar CONCACAF. Tam nie wystąpił jednak w żadnym spotkaniu, a Panamczycy odpadli z turnieju w ćwierćfinale po porażce z gospodarzem i późniejszym triumfatorem – USA (1:2). Zanotował również epizod podczas eliminacji do mistrzostw świata w RPA (jeden mecz). W styczniu 2009 znalazł się w składzie na Puchar Narodów UNCAF, na którym rozegrał dwa z czterech możliwych spotkań (obydwa po wejściu z ławki). Podopieczni selekcjonera Gary'ego Stempela wygrali turniej, zostając mistrzami Ameryki Środkowej. W finale Panamczycy pokonali po serii rzutów karnych Kostarykę (0:0, 5:3 k), a Aguilar wykorzystał swoją jedenastkę.
W styczniu 2011 Aguilar został powołany przez Julio Césara Dely Valdésa na turniej Copa Centroamericana. Tam rozegrał trzy z pięciu możliwych meczów (z czego dwa w wyjściowym składzie) i strzelił dwa gole w fazie grupowej – z Belize (2:0) i Salwadorem (2:0). Jego kadra uległa w półfinale po serii jedenastek z Kostaryką (1:1, 2:4 k) i zajęła ostatecznie trzecie miejsce w rozgrywkach. Z powodu kontuzji Aguilar nie znalazł się w składzie na rozgrywany kilka miesięcy później Złoty Puchar CONCACAF. Wziął także udział w eliminacjach do mistrzostw świata w Brazylii (jeden mecz), ponownie zakończonych fiaskiem dla Panamy. Później przez siedem lat nie otrzymywał szansy występu w kadrze narodowej, pomimo bardzo dobrych występów w lidze panamskiej i wenezuelskiej.